# Janet (Fluggesellschaft)
Janet ist de facto der Name einer Flotte von Flugzeugen, mit denen die Firma EG&G, ein Dienstleister des US-amerikanischen Verteidigungsministeriums, Personen zwischen dem Harry Reid International Airport in Las Vegas, der Nevada National Security Site und der Area 51 beförderte. Seit der Übernahme der EG&G-Mutter URS Corporation durch AECOM werden die Flüge durch diese durchgeführt.

## Name
Der Name der Fluggesellschaft ist eigentlich ein Akronym, das für "Joint Air Network for Employee Transportation" steht.

## Beschreibung

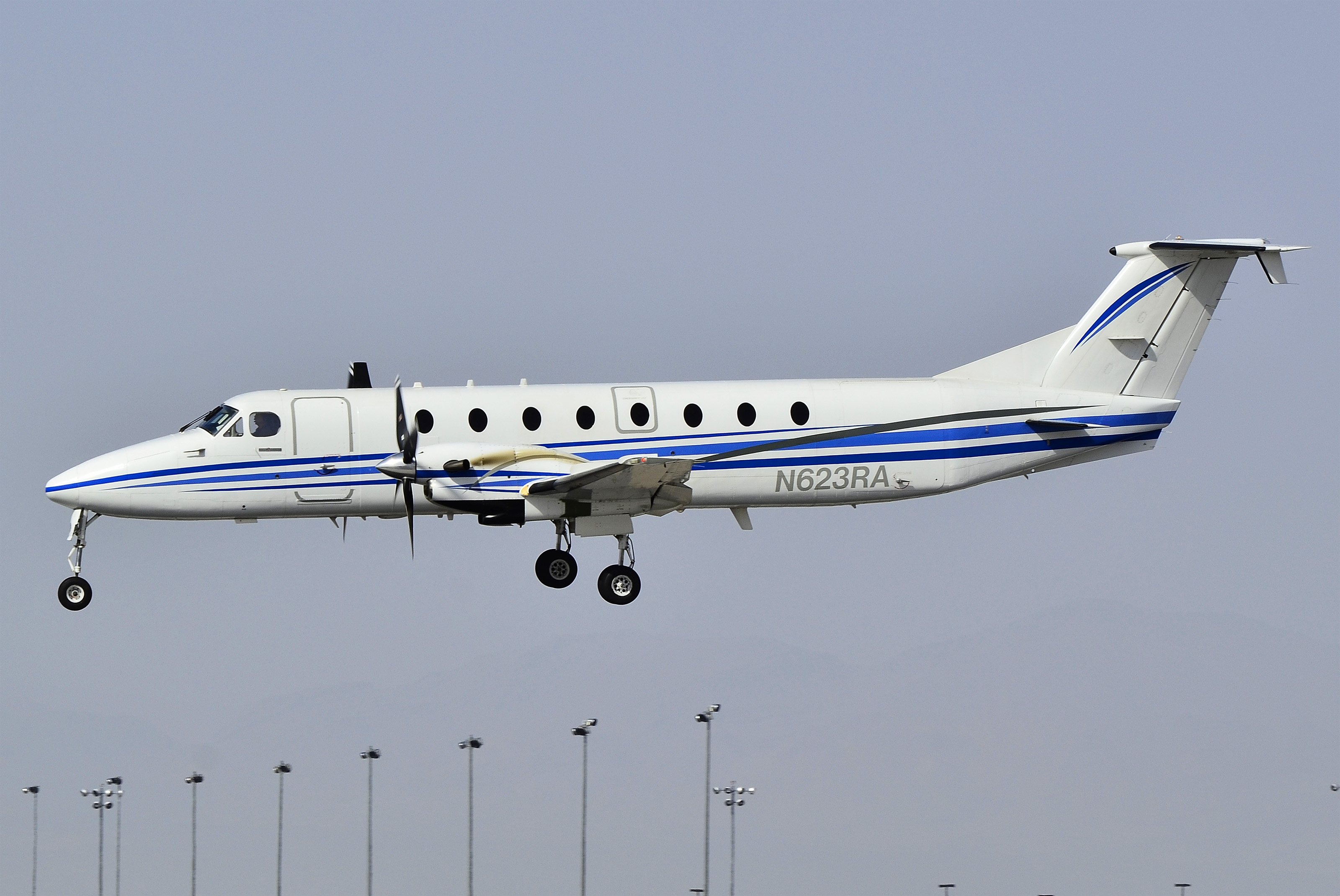
Eine Beechcraft 1900 der Janet

Auf dem Harry Reid International Airport in Las Vegas gibt es zu diesem Zweck ein eigenes Abfertigungsgebäude, das auf den offiziellen Lageplänen des Flughafens nicht verzeichnet ist und über das täglich etwa zwölf Flüge mit insgesamt 1000 Passagieren abgefertigt werden. In den 1990er-Jahren gab es auch regelmäßige Flüge vom Hollywood Burbank Airport in Burbank bei Los Angeles.

## Flotte
Die eingesetzten Flugzeuge sind weiß mit roten oder blauen Streifen und tragen außer den Luftfahrzeugkennzeichen keine Namen oder Ähnliches. Zur gesichteten Flotte gehören sechs Boeing 737-600, die nach Bedarf durch Beech 1900 und Beechcraft King Air ergänzt werden:
| Flugzeugtyp      | Seriennummer | Luftfahrzeugkennzeichen | Besitzer                    | Baujahr | vorheriger Nutzer |
| ---------------- | ------------ | ----------------------- | --------------------------- | ------- | ----------------- |
| Boeing 737-600   | 29892        | N288DP                  | Department Of The Air Force | 2001    | Air China         |
| Boeing 737-600   | 29891        | N365SR                  | Department Of The Air Force | 2001    | Air China         |
| Boeing 737-600   | 29890        | N273RH                  | Department Of The Air Force | 2001    | Air China         |
| Boeing 737-600   | 28652        | N859WP                  | Department Of The Air Force | 2001    | Air China         |
| Boeing 737-600   | 28650        | N869HH                  | Department Of The Air Force | 2001    | Air China         |
| Boeing 737-600   | 28649        | N319BD                  | Department Of The Air Force | 2001    | Air China         |
| Beechcraft 1900C | UC-163       | N623RA                  | Department Of The Air Force | 1991    |                   |
| Beechcraft 1900C | UB-42        | N20RA                   | Department Of The Air Force | 1985    | Rio Airways       |
| Beechcraft B200C | BL-54        | N654BA                  | Department Of The Air Force | 1982    |                   |
| Beechcraft B200C | BL-61        | N661BA                  | Department Of The Air Force | 1989    |                   |
| Beechcraft B200C | BL-62        | N662BA                  | Department Of The Air Force | 1989    |                   |

## Zwischenfall
- Am 16. März 2004 stürzte eine offiziell der United States Air Force zugehörige, tatsächlich aber von der Janet betriebene Beechcraft 1900C (N27RA) beim Fliegen einer Kurve für einen Endanflug auf die Tonopah Test Range ab. Fünf Menschen kamen ums Leben. Es stellte sich heraus, dass der an Bluthochdruck leidende Pilot einen plötzlichen Herztod erlitten hatte. Zuvor hatte der Pilot Amtsärzte der Federal Aviation Administration über seinen gesundheitlichen Zustand hinweggetäuscht und Medikamente eingenommen, die seinen Gesundheitszustand noch verschlimmerten.